# Sybra bipunctulata
Sybra bipunctulata är en skalbaggsart som beskrevs av Stefan von Breuning 1966. Sybra bipunctulata ingår i släktet Sybra och familjen långhorningar.
Artens utbredningsområde är Filippinerna. Inga underarter finns listade i Catalogue of Life.